# Незручна людина
«Незручна людина» (рос. «Неудобный человек») — радянський художній фільм 1985 року, знятий на кіностудії «Мосфільм».

## Сюжет
Через недогляд пастуха мало не загинуло стадо корів. Багато хто відразу ж скористалися цією обставиною, щоб звести особисті рахунки з головою колгоспу Біруліним, вельми норовливим і різким, але керівником, який знає свою справу. Бюро райкому, де ним теж були не всі задоволені, рекомендує правлінню колгоспу зняти голову. Однак колгоспники не погоджуються з цим рішенням. Новий секретар райкому приїжджає в колгосп і переконується, що бюро допустило помилку. Але рішення переглянути справу запізнюється: Бірулін з серцевим нападом опиняється в лікарні.

## У ролях
- Володимир Самойлов — Бірулін
- Світлана Коркошко — Новікова
- Ернст Романов — Воробйов
- Ірина Мірошниченко — Таїсія
- Геннадій Сайфулін — Бондаренко
- Володимир Кузнецов — Міша
- Н. Лященко — Маша
- Григорій Острін — прокурор
- Микола Пеньков — Гриша
- Стасіс Петронайтіс — Карпук (озвучив Костянтин Тиртов)
- Валентин Пєчніков — Кузьмич
- Олексій Преснецов — Матейкін
- Тетяна Ронамі — секретар
- Віктор Сергачов — Харитонов
- Віра Сотникова — Світлана (озвучила Катерина Васильєва)
- Елеонора Шашкова — Катерина
- Ольга Анохіна — колгоспниця
- К. Броннікова — епізод
- В. Борисов — епізод
- Валеріан Виноградов — тракторист
- Аждар Ібрагімов — Аджар
- Олександр Іванов — зоотехнік
- Олег Ізмайлов — проектувальник
- Андрій Карташов — епізод
- Михайло Кислов — епізод
- Олексій Консовський — керівний працівник
- Л. Корогодіна — епізод
- Вадим Курков — приятель Світлани
- Анатолій Курманов — Комов
- Григорій Маліков — епізод
- Микола Маліков — епізод
- Рашид Мамін — шабашник
- Надія Матушкіна — член бюро
- Олексій Михайлов — супутник Аджара
- Володимир Нікітін — член бюро
- Олександр Нісанов — епізод
- М. Нісанов — епізод
- Володимир Протасенко — приятель Гриши
- Павло Ремезов — нахаба в ресторані
- Алевтина Румянцева — тітка з грибами
- Федір Салюк — епізод
- Володимир Ткалич — член бюро
- Ольга Токарєва — секретар
- Віктор Уральський — керівний працівник
- Наталія Хорохоріна — Марина Карпук
- Галина Чуриліна — Галя, дружина Гриши
- Сиявуш Шафієв — шабашник, бакинський хлопець
- Світлана Швайко — член правління колгоспу
- Борис Яковлєв — епізод

## Знімальна група
- Режисер — Аждар Ібрагімов
- Сценаристи — Анатолій Делендік, Аждар Ібрагімов
- Оператор — Анатолій Кузнецов
- Композитор — Мурад Кажлаєв
- Художник — Георгій Турильов